# Love the Coopers
Love the Coopers (bra: O Natal dos Coopers; prt: Os Coopers São o Máximo) é um filme de comédia norte-americano produzido em 2015. O filme é dirigido por Jessie Nelson, com roteiro de Steven Rogers, e apresenta um elenco que inclui Alan Arkin, John Goodman, Ed Helms, Diane Keaton, Jake Lacy, Anthony Mackie, Amanda Seyfried, June Squibb, Marisa Tomei e Olivia Wilde. O filme é sobre uma família disfuncional que se reúne aos feriados.
Love the Coopers foi lançado nos Estados Unidos em 13 de novembro de 2015, pela CBS Films e Lionsgate. O filme recebeu críticas geralmente negativas, arrecadando mais de US$ 42 milhões.

## Elenco
- Steve Martin (voz) como Rags/Narrador
- Diane Keaton como Charlotte Cooper
  - Quinn McColgan como Young Charlotte (12-14 anos)
  - Farelisse Lassor como Charlotte (8 anos)
- John Goodman como Sam Cooper
  - M.R. Wilson como Young Sam
- Alan Arkin como Bucky
- Ed Helms como Hank
  - Phillip Zack como Young Hank
- Marisa Tomei como Emma
  - Rory Wilson como Young Emma
- Amanda Seyfried como Ruby
  - Sophie Guest como Young Ruby
- Olivia Wilde as Eleanor
- Jake Lacy como Joe
- June Squibb como Aunt Fishy
- Alex Borstein como Angie
- Anthony Mackie como Officer Percy Williams
- Alicia Valentine como June
- Blake Baumgartner como Madison
- Timothée Chalamet como Charlie, Charlotte e Sam’s grandson
- Maxwell Simkins como Bo
- Dan Amboyer como Jake
- Molly Gordon como Lauren Hesselberg
- Cady Huffman como Gift shop clerk

## Recepção da crítica
Love the Coopers recebeu comentários negativos das críticas. No Rotten Tomatoes, o filme tem uma classificação de 18%, com base em 120 críticas, com uma classificação média de 3,9/10. O consenso do site diz: "Love the Coopers tem um elenco talentoso e uma mistura agridoce de alegria de feriados em seus melhores momentos, mas todos são decepcionados por um conteúdo de roteiro para se contentar com o cloying smarm". No Metacritic, o filme tem uma pontuação de 31 de 100, com base em 26 críticas, indicando "revisões geralmente desfavoráveis". As audiências pesquisadas pelo CinemaScore deram ao filme uma nota média de "B-" em uma escala A+ para F.

## Prêmios
| Premiação                 | Categoria              | Indicado        | Resultado |
| ------------------------- | ---------------------- | --------------- | --------- |
| Framboesa de Ouro de 2015 | Pior atriz coadjuvante | Amanda Seyfried | Indicado  |